# Pterothysanus laticilia
Pterothysanus laticilia là một loài bướm đêm thuộc họ Callidulidae. Nó được tìm thấy ở south-east châu Á, bao gồm Ấn Độ.